# А-7
А-7 — легкий десантний планер О. К. Антонова часів Другої світової війни. У роки Німецько-радянської війни ці планери буксирувалися літаками з аеродрому в Саратові до лінії фронту, де відчіплювати від літаків та безшумно плануючи досягали посадкових майданчиків в тилу супротивника або здійснювали скидання вантажу в тилу ворога та поверталися назад.

## Історія
Планер був побудований як збільшена версія спортивного планера Рот Фронт-7. Дослідний екземпляр планера назвався Рот Фронт-8.

## Конструкція
А-7 являв собою широкофюзеляжний високоплан вільнонесучим крилом порівняно великого подовження. Шасі двоколісні з хвостовою милицею, основне шасі могло забиратися в польоті. У цьому випадку посадка здійснювалася на жорстку лижу, розташовану на днище фюзеляжу, при цьому довжина пробігу значно скорочувалася.

## Технічні характеристики
- Екіпаж: 1
- Місткість: 7 осіб (включаючи пілота)
- Навантаження: 900 кг
- Довжина: 10,54 м
- Розмах крил: 18 м
- Висота: 1,53 м
- Площа крил: 23,20 м ²
- Вага порожнього: 955 кг
- Вага з навантаженням: 1760 кг
- Максимальна вага: 1875 кг